# Крунослав Юрчич
Крунослав Юрчич (хорв. Krunoslav Jurčić; нар. 26 листопада 1969, Любушки) — колишній хорватський футболіст, півзахисник. По завершенні ігрової кар'єри — футбольний тренер.

## Клубна кар'єра
Народився 26 листопада 1969 року в місті Любушки. Вихованець футбольної школи клубу «Динамо» (Загреб).
Дорослу футбольну кар'єру розпочав 1988 року в основній команді того ж клубу, в якій провів три сезони, проте за основну команду в чемпіонаті так і не провів жодного матчу.
Згодом грав у складі «Інтера» (Запрешич), «Пули», після чого сезон провів у бельгійському «Беверені».
Своєю грою за останню команду знову привернув увагу представників тренерського штабу «Кроації» (Загреб), до складу якої повернувся 1996 року. Цього разу відіграв за колишніх «динамівців» наступні чотири сезони своєї ігрової кар'єри. Більшість часу, проведеного у складі загребського «Динамо», був основним гравцем команди. За цей час тричі виборював титул чемпіона Хорватії, а також двічі вигравав національний кубок.
Протягом 2000–2002 років захищав по сезону кольори італійських клубів «Торіно» та «Сампдорія».
Завершив професійну ігрову кар'єру у хорватському клубі «Славен Белупо», за який виступав протягом 2002–2004 років.

## Виступи за збірну
8 червня 1997 року дебютував в офіційних матчах у складі національної збірної Хорватії в грі проти збірної Японії.
У складі збірної був учасником чемпіонату світу 1998 року у Франції, на якому команда здобула бронзові нагороди.
Протягом кар'єри у національній команді, яка тривала 4 роки, провів у формі головної команди країни 21 матч.

## Кар'єра тренера
Розпочав тренерську кар'єру невдовзі по завершенні кар'єри гравця, 2005 року, очоливши тренерський штаб клубу «Пула».
В 2007–2008 роках очолював «Славен Белупо», після чого став головним тренером «Динамо» (Загреб). 19 травня 2010 року подав у відставку з поста головного тренера «Динамо» і незабаром став головним тренером «Локомотиви».
2011 року повернувся у «Динамо» (Загреб), але вже 7 грудня 2011 року після домашньої поразки від французького «Ліона» 1-7 був відправлений у відставку.

## Титули і досягнення

### Як гравця
- Володар Кубка Хорватії (3):

«Інтер» (Запрешич): 1992
«Кроація» (Загреб): 1996–97, 1997–98
- Чемпіон Хорватії (4):

«Кроація» (Загреб): 1996-97, 1997-98, 1998-99, 1999–2000
- Бронзовий призер чемпіонату світу: 1998

### Як тренера
- Чемпіон Хорватії (4):

«Динамо» (Загреб): 2008-09, 2009-10, 2012-13
- Володар Кубка Хорватії (1):

«Динамо» (Загреб): 2008–09
- Володар Суперкубка Хорватії (1):

«Динамо» (Загреб): 2013